# Baby Lemonade
«Baby Lemonade», traducido como «Limonada de Bebé» es una canción del músico y compositor, Syd Barrett, lanzada en el segundo álbum de Syd, titulado Barrett después de su estadía de varios conciertos y el álbum debut de la banda Pink Floyd, con la alineación original (Barrett, Richard Wright, Roger Waters, Nick Mason y Bob Klose, anterior miembro que estuvo por los primeros años de la banda), Barrett.

## Grabación
Baby Lemonade fue grabada por Barrett tocando y cantando sobre una pista de acompañamiento pregrabado, técnica que también su usó en Gigolo Aunt. El solo fue interpretado por Syd Barrett, no por David Gilmour, como se menciona a menudo.
La introducción era en realidad Barrett simplemente calentando la guitarra, que Gilmour había logrado grabar y la colocó al principio del álbum, haciendo que pareciera una introducción a la canción y al álbum.